# Капріата-д'Орба
Капріата-д'Орба (італ. Capriata d'Orba, п'єм. Cavirià) — муніципалітет в Італії, у регіоні П'ємонт,  провінція Алессандрія.
Капріата-д'Орба розташована на відстані близько 440 км на північний захід від Рима, 90 км на південний схід від Турина, 22 км на південь від Алессандрії.
Населення — 1928 осіб (2014).

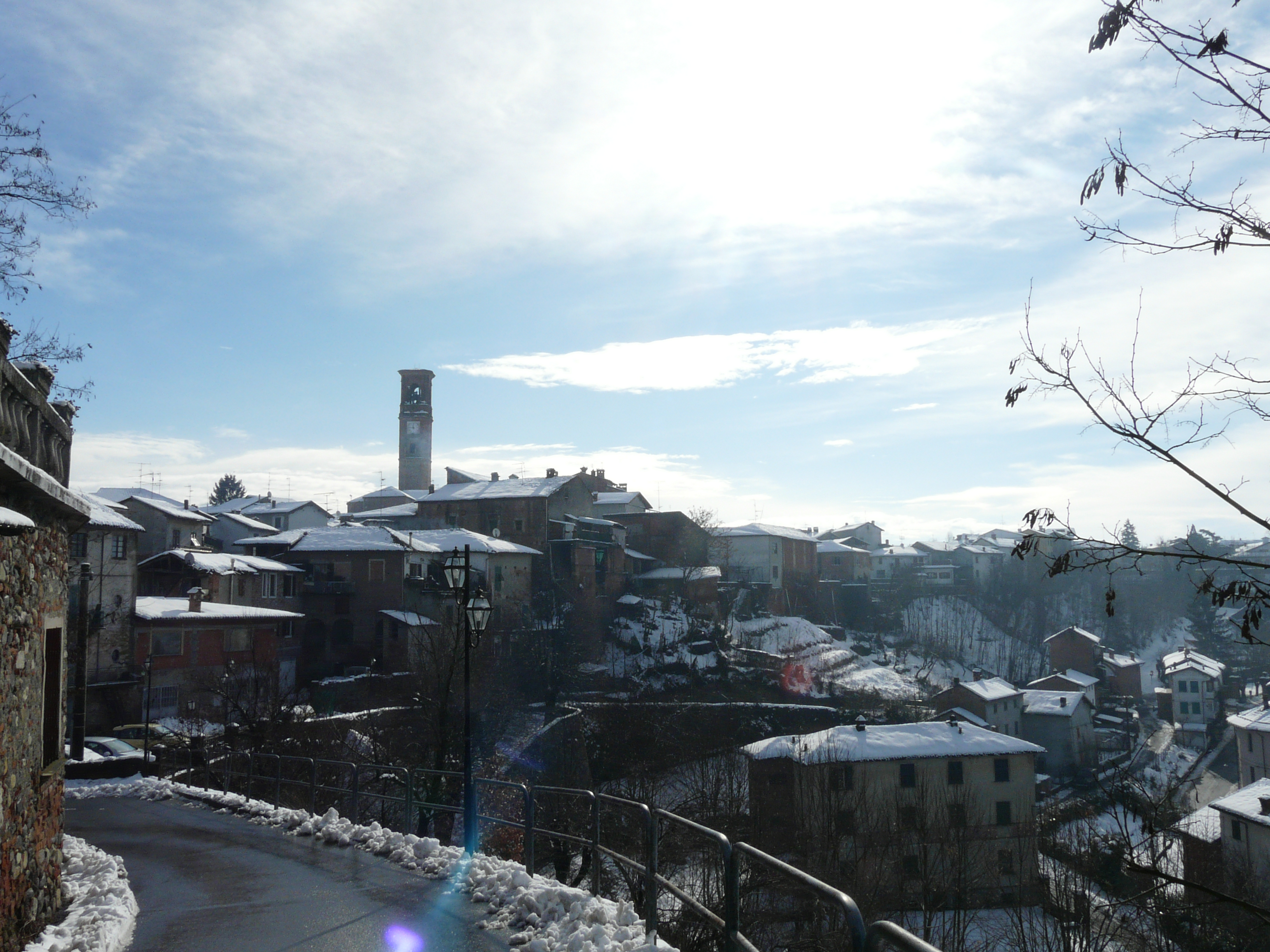

Щорічний фестиваль відбувається 29 червня. Покровитель — святий Петро.

## Демографія
Населення за роками:

Станом на 1 січня 2023 року в муніципалітеті офіційно проживало 158 іноземців з 19 країн, серед них 115 громадян країн Євросоюзу та 4 громадяни України.

## Сусідні муніципалітети
- Базалуццо
- Кастеллетто-д'Орба
- Франкавілла-Бізіо
- Предоза
- Рокка-Гримальда
- Сан-Кристофоро
- Сільвано-д'Орба